# زبان اشاره کلمبیایی
زبان اشاره کلمبیایی زبان اشاره‌ای است که توسط ناشنوایان و کم شنوایان در کلمبیا استفاده می‌شود.